# Scotophilus nux
Scotophilus nux — вид ссавців родини лиликових. 

## Проживання, поведінка
Країни поширення: Камерун, Демократична Республіка Конго, Кот-д'Івуар, Гана, Гвінея, Кенія, Ліберія, Нігерія, Руанда, Сьєрра-Леоне, Уганда. Цей вид, мабуть, пов'язаний з тропічними лісами низовини.  

## Загрози та охорона
Здається, немає серйозних загроз для цього виду. Поки не відомо, чи вид присутній в котрійсь з охоронних територій.